# Vosmangoest
De vosmangoest of rode meerkat (Cynictis penicillata) is een zoogdier uit de familie van de mangoesten (Herpestidae). De wetenschappelijke naam van de soort werd voor het eerst geldig gepubliceerd door Georges Cuvier in 1829.

## Uiterlijk
De pelskleur verschilt per verspreidingsgebied. Zuidelijke populaties hebben een geelkleurige vacht terwijl noordelijke populaties een grijskleurige vacht hebben. De onderzijde en het staartpuntje zijn wit. De korte ronde oren en de dikke staart versterken de gelijkenis met de vos. De lichaamslengte bedraagt 40 cm. De staartlengte 30 cm.

## Leefwijze
Dit dier leeft in familiegroepen, een paar met jongen en nog niet geslachtsrijpe, halfwas dieren in oude gangenstelsels van stokstaartjes of grondeekhoorns, die ze zelf ook nog uitbreiden. In grote burchten wonen deze soorten zelfs wel samen. Hun voedsel bestaat voornamelijk uit termieten, mieren, kevers en sprinkhanen, maar ook vogeltjes, eieren, kikkers, hagedissen en kleine knaagdieren staan op het menu.

## Leefgebied
De vosmangoest leeft in zuidelijk Afrika in Angola, Botswana, Lesotho, Namibië, Zuid-Afrika, Swaziland en Zimbabwe en wordt vaak vergezeld door stokstaartjes.